# OrientDB
OrientDB — графовая СУБД, оснащённая возможностями документоориентированных и объектно-ориентированных. Написана на Java.
Поддерживаемые схемы: less (слабоструктурированные данные), full (строго задаёт обязательные поля) и mixed (смешанная: обязательные + необязательные поля). Имеет систему профилирования безопасности, основанную на пользователях и ролях. Поддерживает транзакции в соответствии с требованиями ACID. Поддерживает Gremlin и ограниченный вариант SQL в качестве языков запросов; поддерживаются хранимые процедуры. Использует собственный алгоритм индексации под названием RB+Tree, сочетающий особенности красно-чёрного дерева и B⁺-дерева, позволяя сбалансировать производительность при операциях обновления и добавления данных. Вместо соединений используется работа в графовом стиле — построение деревьев посредством постоянных указателей между записей и их быстрый обход.
Поставляется с веб-интерфейсом Web-Studio, предназначенном для разработчиков и администраторов баз данных, обеспечивающим визуальное управление базами и работу с запросами.
Изначальная версия разработана в 2010 году Лукой Гарулли (Luca Garulli) на основе объектно-ориентированной СУБД Orient, написанной C++). В 2012 году Гарулли для коммерциализации разработки основал одноимённую компанию, которая впоследствии была приобретена компанией SAP. Выпускается свободная редакция (Community Edition, доступна по лицензии Apache) и коммерческая (Enterprise Edition).